# Snäckö, Geta
Snäckö är en ö och en by i Geta på Åland. Snäckö har 12 
invånare (2017). Ön ligger i kommunens västra del. Avståndet till Mariehamn är cirka 29 km fågelvägen och cirka 43 km längs bilvägar.
Öns area är 4,05 kvadratkilometer och dess största längd är 3,9 kilometer i nord-sydlig riktning.

## Etymologi
Ett önamn med snäcka, det vill säga ett litet fartyg så som snipa eller ledungsskepp.

## Befolkningsutveckling
| Befolkningsutvecklingen i Snäckö 2000–2015 | Befolkningsutvecklingen i Snäckö 2000–2015 | Befolkningsutvecklingen i Snäckö 2000–2015 | Befolkningsutvecklingen i Snäckö 2000–2015 | Befolkningsutvecklingen i Snäckö 2000–2015 |
| ------------------------------------------ | ------------------------------------------ | ------------------------------------------ | ------------------------------------------ | ------------------------------------------ |
|                                            |                                            |                                            |                                            |                                            |
| År                                         |                                            |                                            | Folkmängd                                  |                                            |
| 2000                                       | 2000                                       |                                            | 17                                         |                                            |
| 2005                                       | 2005                                       |                                            | 15                                         |                                            |
| 2010                                       | 2010                                       |                                            | 17                                         |                                            |
| 2015                                       | 2015                                       |                                            | 9                                          |                                            |